# Леонова, Елена Рудольфовна
Елена Рудольфовна Леонова (род. 12 июля 1973, Москва, СССР) — советская и российская фигуристка, двукратная чемпионка мира среди юниоров (1986, 1987) и двукратная чемпионка мира среди профессионалов (1999, 2000) в парном катании. Мастер спорта СССР международного класса (1988).

## Биография
Елена Леонова родилась 12 июля 1973 года в Москве. Начала заниматься фигурным катанием в возрасте восьми лет в спортивной школе ЦСКА под руководством Елены Лободы. В 1983 году перешла из одиночного в парное катание и продолжила тренироваться у Владимира Захарова. Первым партнером Елены был Геннадий Красницкий. Они дважды становились чемпионами мира среди юниоров (1986, 1987), победителями международных турниров «NHK Trophy» (1987), «Skate Canada» (1989) и «Nebelhorn Trophy» (1989), а также бронзовыми призёрами VI зимней Спартакиады народов СССР (1986) и чемпионата СССР (1990). Однако в 1990 году их пара распалась, и в 1990—1992 годах Елена тренировалась в группе Александра Зайцева, где её партнёром был Сергей Петровский.
В 1993—1996 годах Елена Леонова выступала в ледовом театре Татьяны Тарасовой «Все звёзды». Там её партнёром стал Андрей Хвалько, с которым она продолжила кататься и после ухода из театра. В 1999 и 2000 годах они становились чемпионами мира среди профессионалов, а в дальнейшем сосредоточились на участии в ледовых шоу в США, Японии и России. В 2007 и 2012 годах Елена Леонова участвовала в телепроектах Первого канала «Ледниковый период» (в паре с актёром Григорием Сиятвиндой) и «Ледниковый период. Кубок профессионалов».

## Семья
С 1997 года замужем за Андреем Хвалько. Имеет двух дочерей Элизабет (2003 г.р.) и Анабель (2008 г.р.).

## Спортивные достижения
С А. Хвалько за Россию
| Соревнование/Сезон                   | 1997–1998 | 1998–1999 | 1999–2000 | 2000–2001 |
| Чемпионаты мира среди профессионалов | 3         | 3         | 1         | 1         |

С Г. Красницким за СССР
| Соревнование/Сезон            | 1985–1986 | 1986–1987 | 1987–1988 | 1988–1989 | 1989–1990 |
| Чемпионаты мира среди юниоров | 1         | 1         |           |           |           |
| Чемпионаты СССР               |           | 5         |           |           | 3         |
| NHK Trophy                    |           |           | 1         |           |           |
| Skate Canada                  |           |           |           |           | 1         |
| Nebelhorn Trophy              |           |           |           |           | 1         |

Ссылки
- Официальный сайт Елены Леоновой и Андрея Хвалько
- Профиль Елены Леоновой на сайте Fskate.ru. Дата обращения: 11 августа 2013. Архивировано из оригинала 2 июня 2015 года.
- Профиль Елены Леоновой на сайте Василия Соловьёва
- Елена Леонова в проекте «Ледниковый период. Кубок профессионалов». Архивировано из оригинала 10 марта 2013 года.